# ألبرتو فرنانديز فرنانديز
ألبرتو فرنانديز فرنانديز (بالإسبانية: Alberto Fernández Fernández)‏ (19 نوفمبر 1943 بكارينيو في إسبانيا - ) هو لاعب كرة قدم إسباني في مركز الوسط. لعب مع أتلتيكو مدريد وريال بلد الوليد وريال سبورتينغ خيخون.

## وصلات خارجية
- ألبرتو فرنانديز فرنانديز على موقع الاتحاد الأوربي (الإنجليزية)
- ألبرتو فرنانديز فرنانديز على موقع عالم كرة القدم.نت (الإنجليزية)